# 櫻川 (板橋區)
櫻川（日语：／ Sakuragawa */?）是東京都板橋區的町名。現行行政地名為櫻川一丁目至櫻川三丁目。板橋區全域已實施住居表示。

## 地理
位於東京都板橋區南部。町域南邊有石神井川流經，南部是廣大的城北中央公園東半部。地區南部為櫻川一丁目，東北部為二丁目，西北部為三丁目。北鄰上板橋，東接東新町，南通小茂根，西南連練馬區冰川台，西臨練馬區錦。

## 歷史

### 地名由來
板橋區內的田柄川下游兩岸種滿櫻花樹，「櫻川」之稱。

## 交通

### 鐵道
町內無車站，可利用以下路線。
- 東武鐵道
  - 東武東上線：上板橋站（上板橋二丁目與常盤台四丁目）

### 巴士
- 國際興業巴士（日语：国際興業バス）
  - 櫻川（桜川）、上板橋二丁目
    - 光02：往池袋站東口、往光丘站

### 道路
- 國道254號（川越街道）

## 設施
- 板橋區立櫻川中學校（日语：板橋区立桜川中学校）
- 城北中央公園
- 上板橋体育館
- 上板橋健康福祉中心
- 御嶽神社
- 樱堤公园（Sakuradai Park）[4]

## 備註
1. ↑  .   [2014-10-04]. （原始内容存档于2014-09-14）.
2. ↑  『角川日本地名大辞典 13 東京都』，角川書店，1991年再版，P795
3. ↑  『いたばしの地名』板橋区教育委員会，1995年，P189-190
4. ↑  .   [2023-02-25]. （原始内容存档于2023-05-21）.

※與練馬區北町為交差點上一點連接。